# Pazius flinti
Pazius flinti är en näbbsländeart som beskrevs av George W. Byers 1977. Pazius flinti ingår i släktet Pazius och familjen styltsländor. Inga underarter finns listade i Catalogue of Life.